# Beaufort (Hérault)
Beaufort település Franciaországban, Hérault megyében. Lakosainak száma 215 fő (2022. január 1.). Beaufort Aigne, Azillanet, Olonzac és Oupia községekkel határos.

## Népesség
A település népességének változása:
| Lakosok száma | 194  | 161  | 161  | 169  | 211  | 214  | 219  | 221  | 220  | 215  |
|               | 1968 | 1982 | 1990 | 2006 | 2013 | 2015 | 2017 | 2019 | 2020 | 2022 |